# 氨基酮

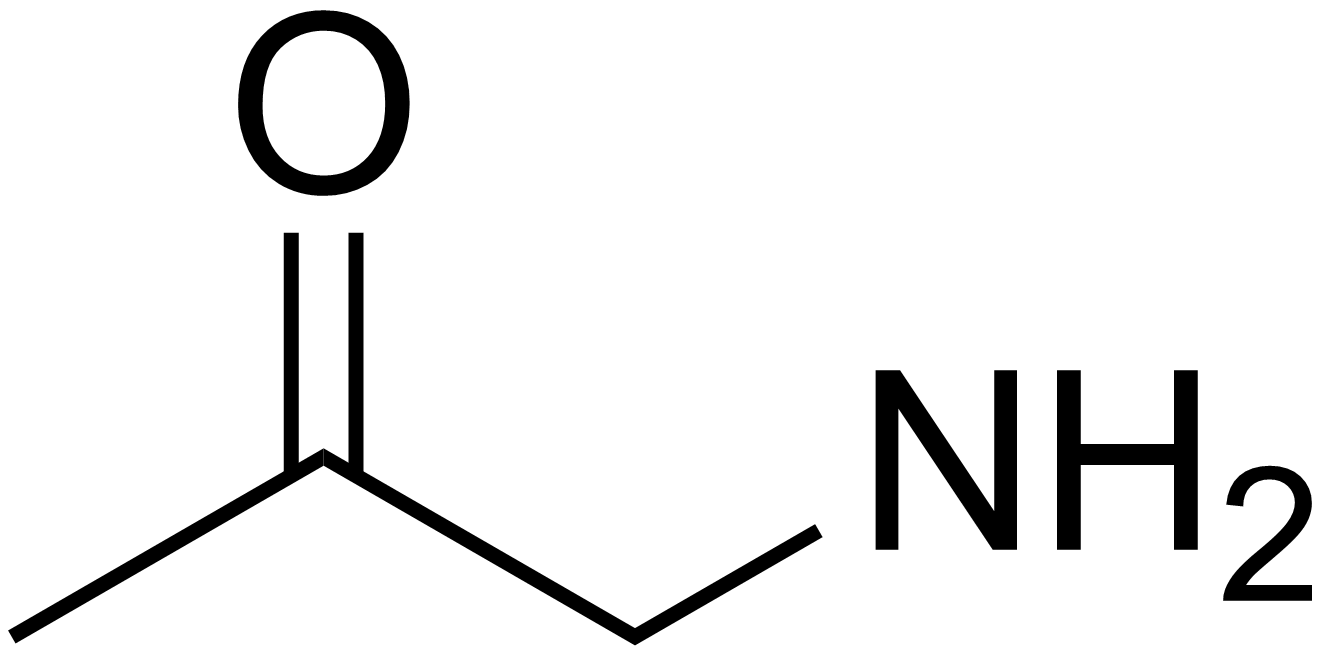
氨基丙酮是最简单的氨基酮

氨基酮（英語：Aminoketones）是一类既带有氨基基团又带有羰基基团的有机化合物。最常见的是α-氨基酮，如氨基丙酮。
氨基酮可由1,3-二噻烷和亚胺通过科里－泽巴赫反应合成：
